# شمال، خاچماز
شِمال (به ترکی آذربایجانی: Şimal) یک منطقه مسکونی در جمهوری آذربایجان است که در شهرستان خاچماز و در دهیاری نابران واقع شده است. شمال ۵۳۱ نفر جمعیت دارد.